# Mike Mangini
Michael Mangini (Newton, 18 aprile 1963) è un batterista statunitense, noto per la sua militanza nei Dream Theater tra il 2011 e il 2023.
Nel corso della sua carriera ha vinto cinque volte il titolo di WFD World's Fastest Drummer Extreme Sport Drumming. Ha inoltre militato in numerosi gruppi musicali, tra cui Annihilator, Extreme, Steve Vai, Tribe of Judah e anche con il cantante dei Dream Theater, James LaBrie.

## Biografia

### Primi anni
Nato da genitori italiani, Mangini ha iniziato a suonare la batteria quando aveva due anni e mezzo, ispirandosi a Ringo Starr dei Beatles. Si esercitava dalle due alle quattro ore al giorno e all'età di nove anni era già in grado di imitare le esibizioni di Buddy Rich; altre influenze includono Bobby Colomby, Danny Seraphine, John Bonham, Neil Peart e Terry Bozzio.. Alle superiori cominciò a suonare in alcune band locali e partecipò a numerose competizioni, alcune delle quali molto prestigiose.
Nel 1981, una volta diplomato, Mangini scelse di accantonare i suoi studi di musica per conseguire una laurea in informatica al Bentley College. Una volta laureato, cominciò a lavorare per il programma software della Difesa (in particolare nel programma per il missile Patriot). Nello stesso momento era impegnato in un altro progetto che riguardava il rapporto tra il cervello umano e il corpo. Queste due esperienze aiutarono molto Mike ad ampliare la sua conoscenza del ritmo.
Nel 1987 conseguì le sue prime esibizioni di alto livello, suonando la batteria per la Rick Berlin Band di Boston, dove ebbe occasione di lavorare con il bassista Phillip Bynoe (che in seguito collaborò ancora con Mike nel progetto di Steve Perry dei Journey e soprattutto nella band di Steve Vai). In questo periodo cominciò inoltre a dare lezioni private di batteria a Boston.

### Carriera
Nel 1991 Mangini collaborò con la band thrash metal Annihilator, registrando alcune tracce per l'album in studio Set the World on Fire, seguendo la suddetta band anche nel tour di supporto al disco fino al 1994. In quell'anno fu proposto a Mangini di entrare a far parte degli Extreme come rimpiazzo del batterista originale Paul Geary, accettando, anche in virtù del fatto che aveva un rapporto di amicizia con il virtuoso chitarrista Nuno Bettencourt fin dagli anni ottanta. Con gli Extreme, Mike registrò molte tracce per il loro album del 1995 Waiting for the Punchline. Nello stesso periodo fece un'apparizione al David Letterman Show.
Dopo lo scioglimento degli Extreme nel 1996, Mangini venne a sapere tramite Jeff Campitelli (batterista di Joe Satriani) che il chitarrista Steve Vai dava audizioni per un nuovo batterista. Mike partecipò ed ebbe successo, trasferendosi poi a Los Angeles. Dalla fine del 1996 ai primi del 2000, Mangini militò in pianta stabile nella formazione live di Steve Vai, insieme al bassista Phillip Bynoe e ai chitarristi Mike Keneally e (dal 2000) Dave Weiner. Partecipò anche alle sessioni degli album Fire Garden e The Ultra Zone di Vai.
Dopo l'iniziale sospensione del tour per Ultrazone nel 2000, Mangini tornò a vivere a Boston dove prese ad insegnare al Berklee College. In questo periodo comincia a lavorare con l'ex frontman degli Extreme Gary Cherone e il bassista Pat Badger nella band Tribe of Judah, che però ha vita breve. Continuò a collaborare anche con Terry Bozzio (fondatore della band new wave Missing Persons) e in altri dischi. Tra questi, un tributo ai Rush (intitolato Subdivisions) e un altro album in studio degli Annihilator. Registrò delle tracce anche con gli artisti Sal di Fusco e Chris Emerson. Nel 2007 Mike collabora di nuovo con la band di Jeff Waters, gli Annihilator.
Nel 2005 ha accettato un posto a tempo pieno come insegnante al Berklee College of Music ed è attualmente uno dei membri di spicco del dipartimento percussioni della scuola.
Mangini ha scritto quattro libri sulla tecnica nell'uso della batteria. Questi libri intitolati Rhythm Knowledge (cioè Conoscenza del ritmo), spiegano dei facili metodi per imparare e semplificare complessi poliritmi e partiture.

### Dream Theater

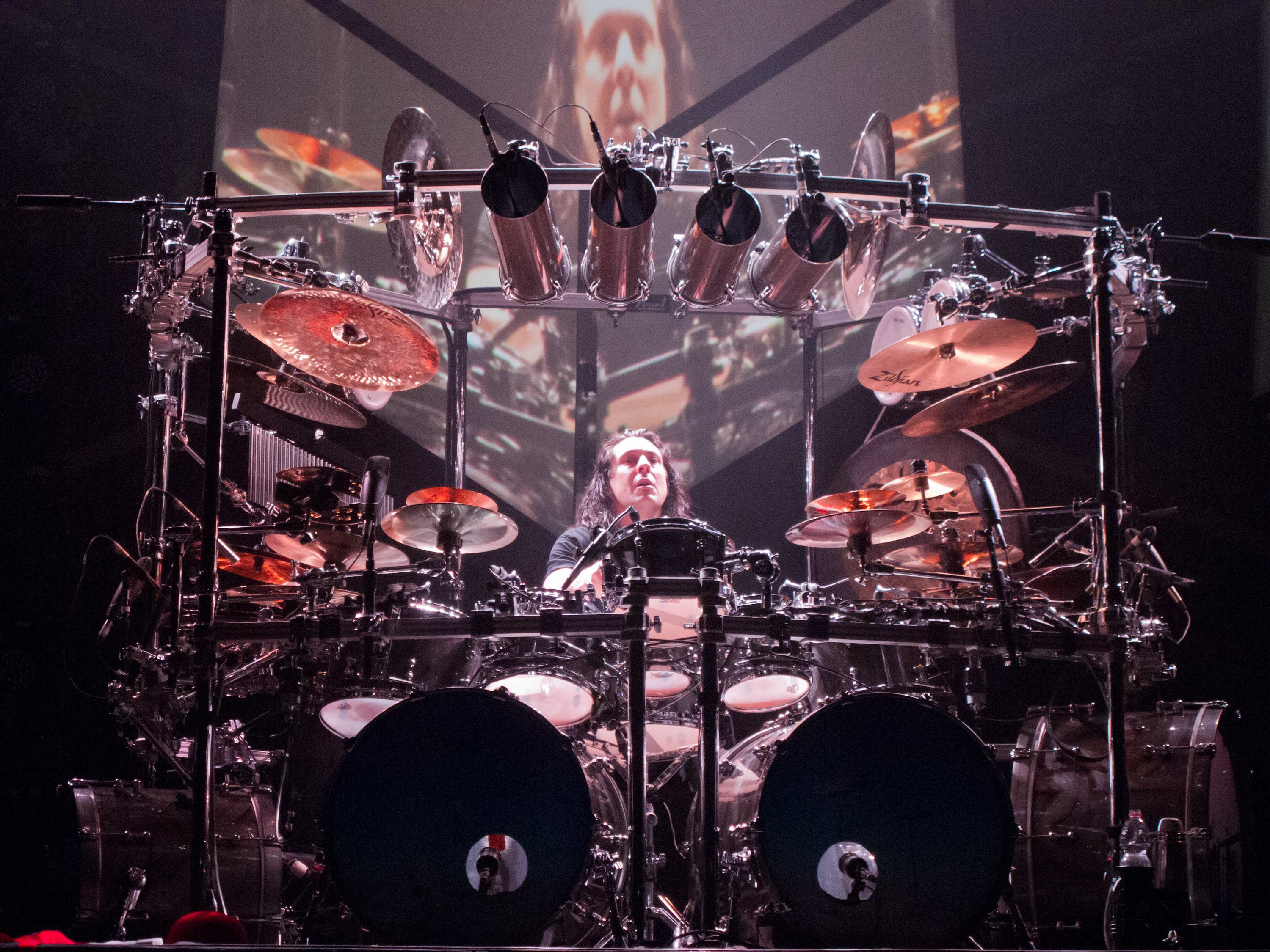
Mangini in concerto con i Dream Theater nel 2012

Nei primi mesi del 2011 ha partecipato, insieme ad altri sei tra i maggiori batteristi del mondo, all'audizione indetta dai Dream Theater per trovare un sostituto a Mike Portnoy, il quale aveva abbandonato il gruppo l'8 settembre 2010. Il 29 aprile 2011 i Dream Theater rivelano di aver scelto lui come sostituto di Portnoy.
Durante la sua permanenza con i Dream Theater Mangini ha pubblicato cinque album in studio, il cui ultimo, A View from the Top of the World, uscito nel 2021.

## Riconoscimenti
Mike Mangini attualmente detiene due dei quattro record World Fastest Drummer:
- Batterista più veloce nella tecnica del matched grip (ovvero dell'impugnatura moderna delle bacchette) con 1247 colpi in un minuto.
- Batterista più veloce con l'impugnatura tradizionale (con 1126 colpi sempre in 60 secondi), e anche colpi singoli con i piedi suonando 13222 colpi in 15 minuti e 5222 in 5 minuti.

Fino al 12 luglio 2013 deteneva anche un altro dei quattro record, ovvero quello del batterista con le mani più veloci, con 1203 colpi singoli in un minuto, premio attualmente detenuto da Tom Grosset con 1208 colpi.

## Discografia

### Da solista
- 2023 – Invisible Signs

### Con gli Annihilator
- 1993 – Set the World on Fire
- 2004 – All for You
- 2004 – The One EP
- 2007 – Metal

### Con gli Extreme
- 1995 – Waiting for the Punchline
- 2000 – The Best of Extreme - An Accidental Collication of Atoms? (raccolta)
- 2002 – 20th Century Masters - The Millennium Collection: The Best of Extreme (raccolta)

### Con Steve Vai
- 1996 – Fire Garden
- 1999 – The Ultra Zone
- 2001 – Alive in an Ultra World (live)

### Con James LaBrie
- 1999 – Keep It to Yourself
- 2001 – James LaBrie's MullMuzzler 2
- 2005 – Elements of Persuasion

### Con i Tribe of Judah
- 2002 – Exit Elvis

### Con i Dream Theater
- 2011 – A Dramatic Turn of Events
- 2013 – Dream Theater
- 2013 – Live at Luna Park (live)
- 2013 – Happy Holidays from Dream Theater (raccolta)
- 2014 – Breaking the Fourth Wall - Live from the Boston Opera House (live)
- 2016 – The Astonishing
- 2019 – Distance over Time
- 2020 – Distant Memories - Live in London (live)
- 2021 – Images and Words - Live in Japan, 2017 (live)
- 2021 – A View from the Top of the World
- 2022 – ...And Beyond - Live in Japan, 2017 (live)
- 2022 – Live in Berlin (2019) (live)
- 2022 – Live at Wacken (2015) (live)
- 2023 – Distance over Time Demos (2018) (raccolta)

### Altri album
- 1993 – AA. VV. - Merry Axemas: A Guitar Christmas
- 1997 – G3 - G3: Live in Concert
- 2003 – Steve Lynch - Network 23
- 2004 – Tim Donahue - Madmen and Sinners
- 2011 – Estremomusic - Altremolecole